# Henman Hill

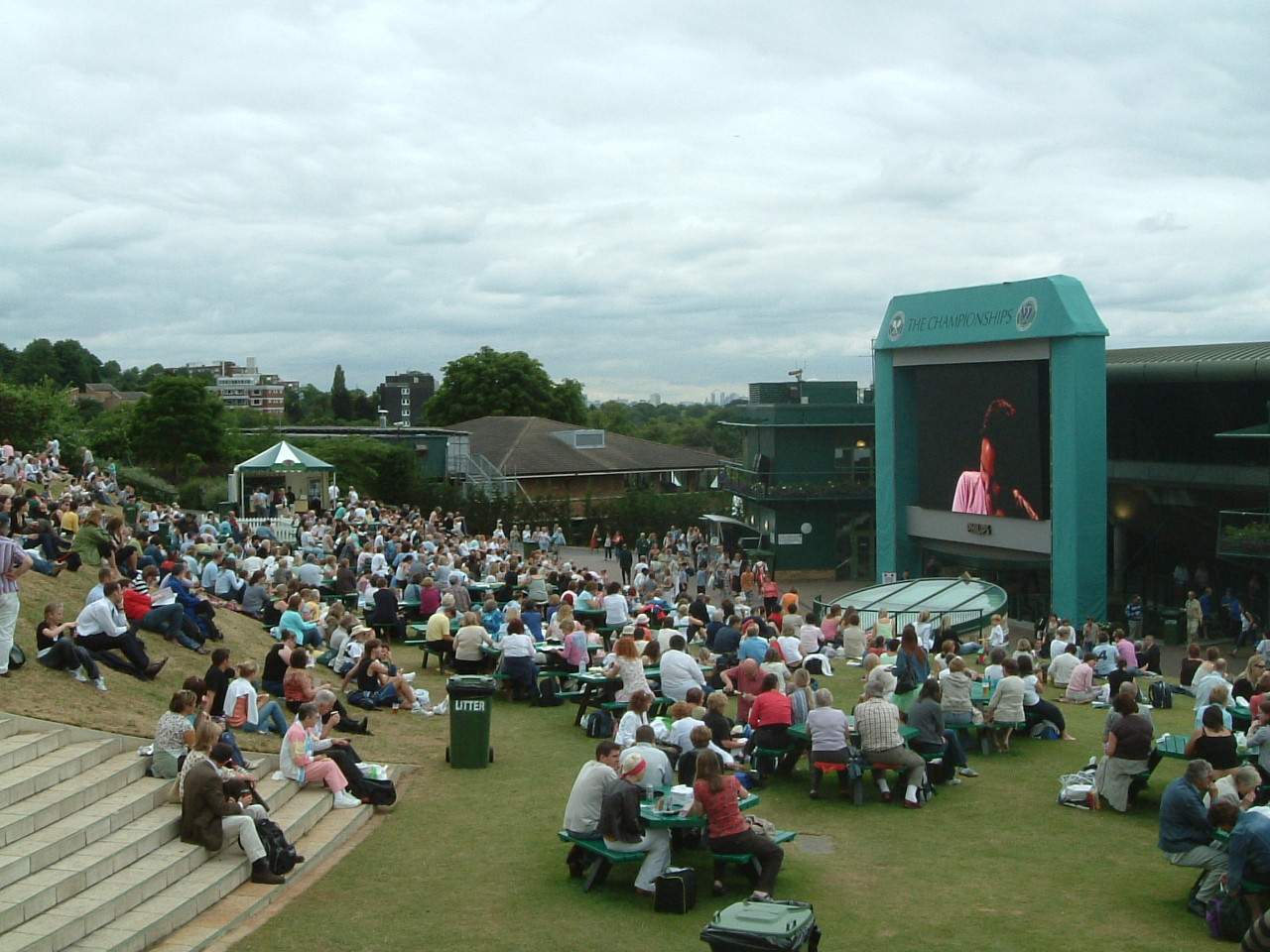
"Henman Hill", vue de côté

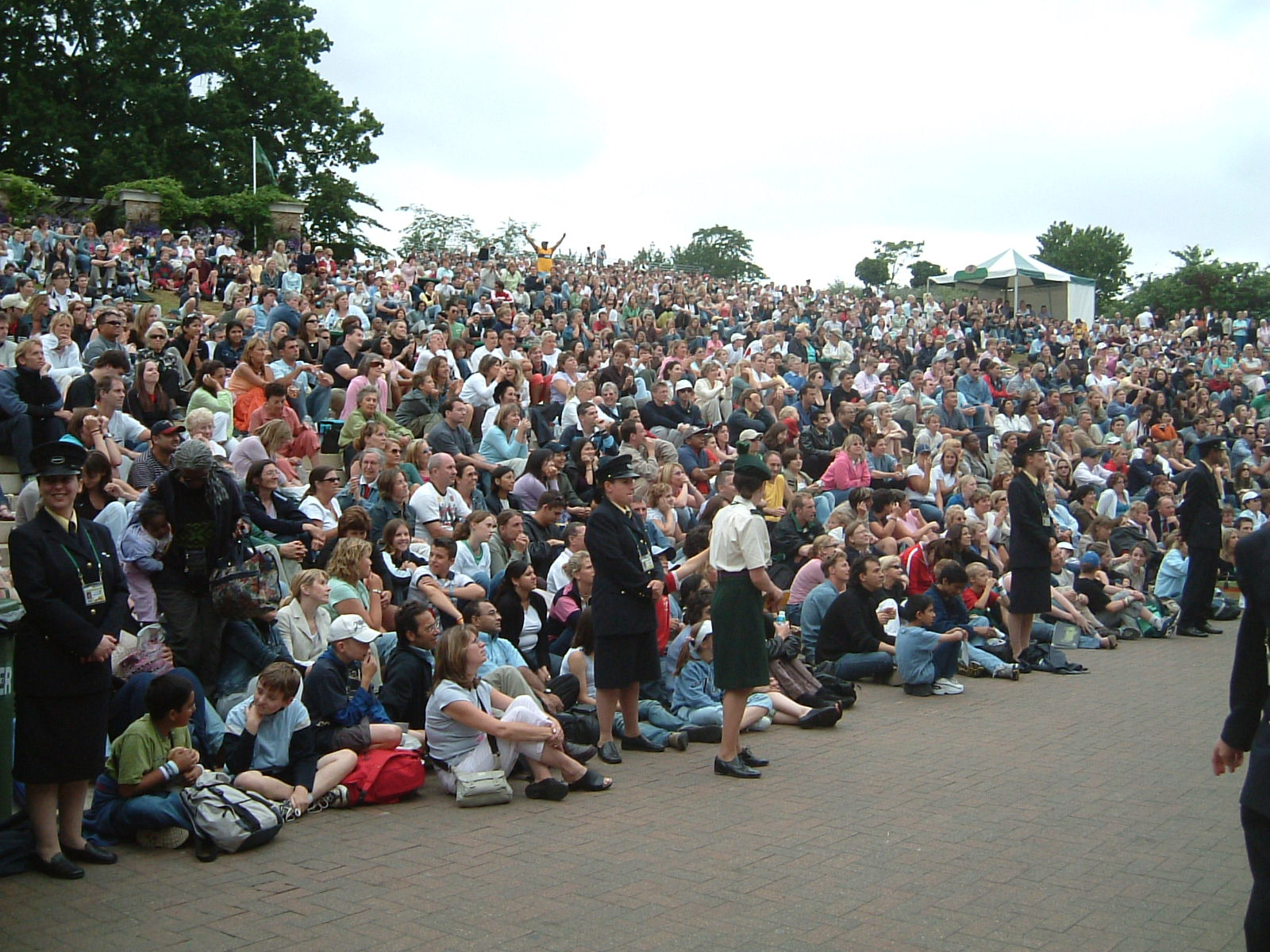
"Henman Hill", vue de face

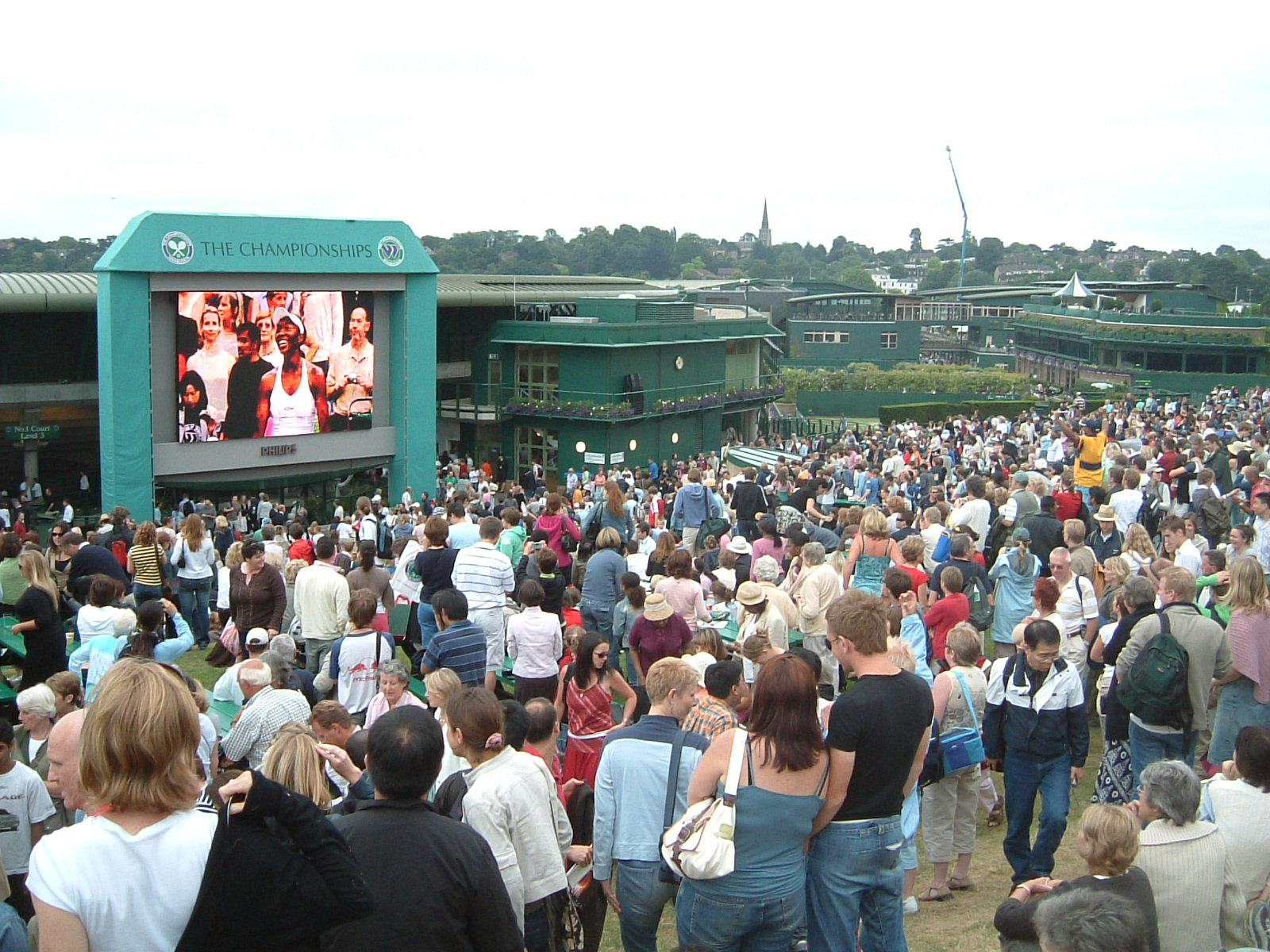
"Henman Hill", vue arrière

La Aorangi Terrace (« terrasse Aorangi »), généralement surnommée Henman Hill (« colline de Henman ») en référence à Tim Henman, est un terrain du All-England Club situé à proximité du Court nº 1 (en). Chaque année, pendant le tournoi de Wimbledon, ceux qui n'ont pas de billet d'accès aux courts de tennis s'y rassemblent afin d'assister en direct aux matchs du tournoi, généralement ceux joués sur le Centre Court, diffusés sur un écran géant. C'est également le lieu où la plupart des spectateurs viennent pique-niquer. Pendant la retransmission télévisuelle d'un événement, les caméras ont pour habitude de balayer ce terrain et des journalistes sportifs interrogent les spectateurs sur les lieux.

## Histoire
Cette terrasse tire son nom du parc Aorangi, terrain qui appartenait au London New Zealand Rugby Club jusqu'en 1981. Le terme Aorangi fait référence au nom « canonique » de la plus haute montagne de Nouvelle-Zélande, le mont Cook ou Aoraki. Toutefois, vers la fin des années 1990, certains spectateurs se sont mis à dénommer la terrasse « colline de Henman », en référence au joueur britannique Tim Henman. Le terrain est devenu le point central d'un vif engouement pour le joueur (la « Henmania », ou « Henmanie » en français) où des amateurs de tennis se regroupaient pour soutenir avec ferveur Henman lorsqu'il jouait des matchs bien souvent périlleux dans ses multiples tentatives pour remporter le titre de Wimbledon. 

## Autres noms
Bien que le nom de « colline de Henman » soit encore de nos jours le nom le plus utilisé, le nom de ce lieu change souvent selon le joueur anglais qui joue sur le court no 1. Pendant les matchs de Greg Rusedski, la terrasse s'est vue quelquefois nommée Rusedski Ridge («  corniche de Rusedski  »).
Depuis qu'Henman a pris sa retraite en 2007, la surface est actuellement nommée d'après le britannique numéro 1 actuel, Andy Murray, d'où les noms de Murray Mound («  monticule de Murray  »), de Murray Mount («  mont Murray  »), de Murray Mountain («  montagne de Murray  ») ou encore de Murrayfield («  terrain Murray  »), en référence au stade Murrayfield d'Édimbourg.
Un débat sur Radio Five Live le 2 juillet 2009 avait suggéré d'autres noms tels que la «  corne de Federer  » ('The Federhorn') en référence aux racines suisses de Roger Federer, le «  terrain Robson  » (Robson Green) en référence à Laura Robson (et à un jeu de mots avec Robson Green, un acteur britannique) et proposait que le nom change suivant le joueur vedette de l'époque.[réf. nécessaire]
Le nom de «  colline de Henman  » est toujours utilisé par la BBC et la majorité des médias de nos jours pour désigner cet espace. En 2009, Tim Henman déclara dans l'émission Friday Night with Jonathan Ross (en) qu'il avait convenu avec Andy Murray que la surface garderait son nom, et dit en plaisantant que « [Murray] peut tenter tous les Grands Chelems qu'il gagnera sans doute, mais je garderai ma colline » .